# Coppa Libertadores 2013 (fase a gironi)
Questa voce raccoglie un approfondimento sulle gare della fase a gironi dell'edizione 2013 della Coppa Libertadores.

## Formato
Ventisei squadre si sono qualificati direttamente per la fase a gironi, a cui si aggiungono sei squadre provenienti dal primo turno. Le trentadue squadre sono state divise in 8 girone da 4 squadre ciascuno.
In ogni gruppo, le squadre si incontrano tra di loro in partite di andata e ritorno. In caso di arrivo a pari punti, vengono seguiti i seguenti criteri:
1. Differenza reti
2. Gol segnati
3. Gol segnati in trasferta
4. Sorteggio

Le prime due classificate di ogni gruppo accedono agli ottavi di finale

## Gruppi

### Gruppo 1
| Squadra      | Pt | G | V | N | P | GF | GS | DR |
| ------------ | -- | - | - | - | - | -- | -- | -- |
| Nacional     | 10 | 6 | 3 | 1 | 2 | 10 | 6  | +4 |
| Boca Juniors | 9  | 6 | 3 | 0 | 3 | 7  | 7  | 0  |
| Toluca       | 8  | 6 | 2 | 2 | 2 | 8  | 11 | -3 |
| Barcelona    | 6  | 6 | 1 | 3 | 2 | 5  | 6  | -1 |

#### Prima giornata
| Arbitro: | Enrique Osses |

|                        |           |                        |
| Abreu 68’ Alonso 90+2’ | Marcatori | 17’ Díaz 25’ Nahuelpan |

| Arbitro: | Víctor Hugo Carrillo |

|           |           |                          |
| Silva 22’ | Marcatori | 57’ Esquivel 72’ Benítez |

#### Seconda giornata
| Arbitro: | Wilmar Roldán |

|                        |           |                             |
| Tejada 21’ Benítez 51’ | Marcatori | 46’, 54’ Sánchez 56’ Alonso |

| Arbitro: | Leandro Vuaden |

|                   |           |                        |
| Arroyo 90’ (rig.) | Marcatori | 59’ Martinez 64’ Pérez |

#### Terza giornata
| Arbitro: | Héber Lopes |

|            |           |          |
| Tejada 83’ | Marcatori | 36’ Díaz |

| Arbitro: | Carlos Amarilla |

|  |           |            |
|  | Marcatori | 20’ Scotti |

#### Quarta giornata
| Guayaquil 13 marzo 2013, ore 17:45 UTC-5 | Barcelona       | 0 – 0 referto | Toluca | Estadio Monumental Banco Pichincha\| Arbitro: \| Enrique Cáceres \| |
| Arbitro:                                 | Enrique Cáceres |               |        |                                                                     |

| Arbitro: | Paulo César de Oliveira |

|  |           |                     |
|  | Marcatori | 44’ (rig.) Riquelme |

#### Quinta giornata
| Arbitro: | Ricardo Marques |

|           |           |  |
| Blandi 9’ | Marcatori |  |

| Arbitro: | Héber Lopes |

|                                              |           |  |
| Bueno 11’, 89’ Damonte 35’ Alonso 74’ (rig.) | Marcatori |  |

#### Sesta giornata
| Arbitro: | Antonio Arias |

|                 |           |  |
| Castillejos 37’ | Marcatori |  |

| Arbitro: | Imer Machado |

|                                    |           |                            |
| Benítez 10’ Flavio Santos 65’, 82’ | Marcatori | 45+2’ Somoza 77’ Fernández |

### Gruppo 2
| Squadra          | Pt | G | V | N | P | GF | GS | DR |
| ---------------- | -- | - | - | - | - | -- | -- | -- |
| Palmeiras        | 9  | 6 | 3 | 0 | 3 | 5  | 5  | 0  |
| Tigre            | 9  | 6 | 3 | 0 | 3 | 9  | 10 | -1 |
| Libertad         | 8  | 6 | 2 | 2 | 2 | 10 | 9  | +1 |
| Sporting Cristal | 8  | 6 | 2 | 2 | 2 | 8  | 8  | 0  |

#### Prima giornata
| Arbitro: | Martín Emilio Vázquez |

|                                 |           |             |
| Henrique 39’ Patrick Vieira 68’ | Marcatori | 51’ Lobatón |

| Arbitro: | Roberto Silvera |

|  |           |                         |
|  | Marcatori | 53’ Aquino 87’ González |

#### Seconda giornata
| Arbitro: | Juan Soto |

|                           |           |  |
| Velázquez 11’ Benítez 55’ | Marcatori |  |

| Arbitro: | Julio Bascuñán |

|                        |           |  |
| Sheput 30’ Lobatón 58’ | Marcatori |  |

#### Terza giornata
| Arbitro: | Hernando Buitrago |

|                       |           |                |
| Benítez 68’ Núñez 88’ | Marcatori | 25’, 65’ Ávila |

| Arbitro: | Omar Ponce |

|               |           |  |
| Peñalba 90+5’ | Marcatori |  |

#### Quarta giornata
| Arbitro: | Roberto Silvera |

|           |           |               |
| Ávila 74’ | Marcatori | 53’ Velázquez |

| Arbitro: | Patricio Polic |

|                      |           |  |
| Caio 19’ Charles 53’ | Marcatori |  |

#### Quinta giornata
| Victoria 9 aprile 2013, ore 19:15 UTC-3                                                 | Tigre     | 3 – 1 referto | Sporting Cristal | Estadio Monumental de Victoria |
| \| \| \| \| \| Leguizamón 24’ Pérez García 49’ Botta 54’ \| Marcatori \| 71’ Lobatón \| |           |               |                  |                                |
|                                                                                         |           |               |                  |                                |
| Leguizamón 24’ Pérez García 49’ Botta 54’                                               | Marcatori | 71’ Lobatón   |                  |                                |

| Arbitro: | Daniel Fedorczuk |

|             |           |  |
| Charles 54’ | Marcatori |  |

#### Sesta giornata
| Arbitro: | Wilmar Roldán |

|                                          |           |                                                         |
| Samudio 15’ J. Núñez 38’ Velázquez 90+2’ | Marcatori | 11’, 78’ Botta 29’, 55’ Pérez García 36’ (rig.) G. Díaz |

| Arbitro: | Enrique Osses |

|           |           |  |
| Ávila 49’ | Marcatori |  |

### Gruppo 3
| Squadra          | Pt | G | V | N | P | GF | GS | DR |
| ---------------- | -- | - | - | - | - | -- | -- | -- |
| Atlético Mineiro | 15 | 6 | 5 | 0 | 1 | 16 | 9  | +7 |
| San Paolo        | 7  | 6 | 2 | 1 | 3 | 8  | 8  | 0  |
| The Strongest    | 6  | 6 | 2 | 0 | 4 | 8  | 10 | -2 |
| Arsenal          | 7  | 6 | 2 | 1 | 3 | 10 | 15 | -5 |

#### Prima giornata
| Arbitro: | Marcelo de Lima Henrique |

|                  |           |             |
| Jô 13’ Réver 72’ | Marcatori | 82’ Aloísio |

| Arbitro: | Antonio Arias Alvarenga |

|                          |           |               |
| Chumacero 17’ Melgar 83’ | Marcatori | 48’ Benedetto |

#### Seconda giornata
| Arbitro: | Martín Emilio Vázquez |

|                      |           |                                                |
| Furch 1’ Aguirre 50’ | Marcatori | 7’, 53’, 58’ Bernard 28’ Diego Tardelli 35’ Jô |

| Arbitro: | Enrique Cáceres |

|                              |           |             |
| Osvaldo 43’ Luís Fabiano 80’ | Marcatori | 21’ Barrera |

#### Terza giornata
| Arbitro: | Wilmar Roldán |

|              |           |                      |
| Jádson 45+3’ | Marcatori | 49’ (rig.) Benedetto |

| Arbitro: | Daniel Fedorczuk |

|                              |           |              |
| Jô 57’ Ronaldinho 74’ (rig.) | Marcatori | 90+2’ Melgar |

#### Quarta giornata
| Arbitro: | Julio Quintana |

|           |           |                                      |
| Reina 44’ | Marcatori | 10’ Diego Tardelli 83’ (aut.) Méndez |

| Arbitro: | Omar Ponce |

|                         |           |             |
| Ortiz 66’ Braghieri 85’ | Marcatori | 73’ Aloísio |

#### Quinta giornata
| Arbitro: | Enrique Cáceres |

|                                                                         |           |                             |
| Diego Tardelli 11’ Ronaldinho 15’ (rig.), 59’ Luan 47’ Alecsandro 90+3’ | Marcatori | 40’ Braghieri 85’ Benedetto |

| Arbitro: | Víctor Carrillo |

|                         |           |                         |
| Solíz 15’ Cristaldo 66’ | Marcatori | 44’ (rig.) Rogério Ceni |

#### Sesta giornata
| Arbitro: | Carlos Vera |

|                     |           |             |
| Rolle 30’ Furch 62’ | Marcatori | 90+3’ Reina |

| Arbitro: | Wilmar Roldán |

|                                       |           |  |
| Rogério Ceni 57’ (rig.) Ademilson 82’ | Marcatori |  |

### Gruppo 4
| Squadra          | Pt | G | V | N | P | GF | GS | DR |
| ---------------- | -- | - | - | - | - | -- | -- | -- |
| Vélez Sarsfield  | 13 | 6 | 4 | 1 | 1 | 10 | 3  | +7 |
| Emelec           | 10 | 6 | 3 | 1 | 2 | 5  | 4  | +1 |
| Peñarol          | 9  | 6 | 3 | 0 | 3 | 7  | 7  | 0  |
| Deportes Iquique | 3  | 6 | 1 | 0 | 5 | 5  | 13 | -8 |

#### Prima giornata
| Arbitro: | Wilmar Roldán |

|                     |           |  |
| Ferreyra 49’ (aut.) | Marcatori |  |

| Arbitro: | Enrique Cáceres |

|                |           |                           |
| Villalobos 58’ | Marcatori | 5’ Estoyanoff 71’ Olivera |

#### Seconda giornata
| Arbitro: | Sandro Ricci |

|             |           |  |
| Olivera 67’ | Marcatori |  |

| Arbitro: | Carlos Amarilla |

|                                   |           |  |
| Insúa 24’ Rescaldani 34’ Gago 68’ | Marcatori |  |

#### Terza giornata
| Arbitro: | Heber Roberto Lopes |

|  |           |            |
|  | Marcatori | 86’ Pratto |

| Arbitro: | Víctor Carrillo |

|                           |           |  |
| Ereros 15’ Villalobos 22’ | Marcatori |  |

#### Quarta giornata
| Arbitro: | Roberto García |

|                         |           |                |
| de Jesús 57’ Angulo 75’ | Marcatori | 79’ Villalobos |

| Arbitro: | Leandro Vuaden |

|                                                |           |                       |
| Bologna 30’ (aut.) Insúa 75’ (rig.) Copete 78’ | Marcatori | 24’ (rig.) Estoyanoff |

#### Quinta giornata
| Arbitro: | Hernando Buitrago |

|                         |           |  |
| Nasuti 81’ Gaibor 90+4’ | Marcatori |  |

| Arbitro: | Sandro Ricci |

|                |           |                                    |
| Villalobos 39’ | Marcatori | 7’ Domínguez 19’ Romero 51’ Copete |

#### Sesta giornata
| Arbitro: | Julio Quintana |

|                                            |           |  |
| Gallegos 38’ Zalayeta 74’ Aguirregaray 76’ | Marcatori |  |

| Buenos Aires 9 aprile 2013, ore 21:30 UTC-3 | Vélez Sarsfield  | 0 – 0 | Emelec | Estadio José Amalfitani\| Arbitro: \| Marcelo Henrique \| |
| Arbitro:                                    | Marcelo Henrique |       |        |                                                           |

### Gruppo 5
| Squadra      | Pt | G | V | N | P | GF | GS | DR |
| ------------ | -- | - | - | - | - | -- | -- | -- |
| Corinthians  | 13 | 6 | 4 | 1 | 1 | 10 | 2  | +8 |
| Club Tijuana | 13 | 6 | 4 | 1 | 1 | 8  | 4  | +4 |
| San José     | 5  | 6 | 1 | 2 | 3 | 5  | 11 | -6 |
| Millonarios  | 3  | 6 | 1 | 0 | 5 | 2  | 8  | -6 |

#### Prima giornata
| Arbitro: | Marlon Escalante |

|  |           |          |
|  | Marcatori | 62’ Ruíz |

| Arbitro: | Carlos Vera |

|             |           |             |
| Saucedo 60’ | Marcatori | 5’ Guerrero |

#### Seconda giornata
| Arbitro: | Omar Ponce |

|                                                 |           |  |
| Castillo 3’ Aguilar 46’ Corona 48’ Martínez 73’ | Marcatori |  |

| Arbitro: | Néstor Pitana |

|                       |           |  |
| Guerrero 10’ Pato 48’ | Marcatori |  |

#### Terza giornata
| Arbitro: | Henry Gambetta |

|                         |           |               |
| Franco 17’ Rentería 81’ | Marcatori | 45+1’ Saucedo |

| Arbitro: | Víctor Carrillo |

|              |           |  |
| Gandolfi 67’ | Marcatori |  |

#### Quarta giornata
| Arbitro: | Enrique Osses |

|                                    |           |  |
| Pato 28’ Guerrero 37’ Paulinho 83’ | Marcatori |  |

| Arbitro: | Patricio Loustau |

|                               |           |  |
| Marcelo Gomes 14’ Saucedo 48’ | Marcatori |  |

#### Quinta giornata
| Arbitro: | Diego Ceballos |

|                   |           |                 |
| Marcelo Gomes 81’ | Marcatori | 66’ F. Martínez |

| Arbitro: | Saúl Laverni |

|  |           |            |
|  | Marcatori | 57’ Danilo |

#### Sesta giornata
| Arbitro: | Mauro Vigliano |

|                                            |           |  |
| Romarinho 26’ Guerrero 60’ Edenílson 90+3’ | Marcatori |  |

| Arbitro: | Carlos Amarilla |

|                   |           |  |
| F. Martínez 90+1’ | Marcatori |  |

### Gruppo 6
| Squadra         | Pt | G | V | N | P | GF | GS | DR |
| --------------- | -- | - | - | - | - | -- | -- | -- |
| Santa Fe        | 14 | 6 | 4 | 2 | 0 | 9  | 4  | +5 |
| Real Garcilaso  | 10 | 6 | 3 | 1 | 2 | 8  | 7  | +1 |
| Deportes Tolima | 8  | 6 | 2 | 2 | 2 | 7  | 5  | +2 |
| Cerro Porteño   | 1  | 6 | 0 | 1 | 5 | 3  | 11 | -8 |

#### Prima giornata
| Arbitro: | Julio Bascuñán |

|            |           |           |
| Bogado 75’ | Marcatori | 60’ Borja |

| Arbitro: | Néstor Pitana |

|                              |           |              |
| Cardozo 31’ (aut.) Silva 58’ | Marcatori | 76’ Martínez |

#### Seconda giornata
| Arbitro: | Patricio Loustau |

|  |           |           |
|  | Marcatori | 87’ Ramúa |

| Arbitro: | Adrián Vélez |

|              |           |            |
| Valencia 14’ | Marcatori | 4’ Andrade |

#### Terza giornata
| Arbitro: | Carlos Vera |

|  |           |               |
|  | Marcatori | 90+1’ Salazar |

| Arbitro: | Carlos Vera |

|            |           |                              |
| Fabbro 45’ | Marcatori | 59’ (rig.), 77’ (rig.) Pérez |

#### Quarta giornata
| Arbitro: | Juan Soto |

|           |           |  |
| Cuero 24’ | Marcatori |  |

| Arbitro: | Omar Ponce |

|  |           |                          |
|  | Marcatori | 55’, 66’, 84’ Leichtweis |

#### Quinta giornata
| Arbitro: | Imer Machado |

|           |           |                |
| Chará 51’ | Marcatori | 61’, 79’ Borja |

| Arbitro: | Roberto Silvera |

|                                                   |           |           |
| Gamarra 9’, 90’ Montes 37’ Ferreira 74’ Ramos 77’ | Marcatori | 13’ Nanni |

#### Sesta giornata
| Asunción 16 aprile 2013, ore 21:15 UTC-4 | Cerro Porteño | 0 – 0 referto | Deportes Tolima | Stadio General Pablo Rojas\| Arbitro: \| Diego Abal \| |
| Arbitro:                                 | Diego Abal    |               |                 |                                                        |

| Arbitro: | Sandro Ricci |

|                      |           |  |
| Medina 47’ Borja 72’ | Marcatori |  |

### Gruppo 7
| Squadra              | Pt | G | V | N | P | GF | GS | DR |
| -------------------- | -- | - | - | - | - | -- | -- | -- |
| Olimpia              | 13 | 6 | 4 | 1 | 1 | 16 | 7  | +9 |
| Newell's Old Boys    | 9  | 6 | 3 | 0 | 3 | 11 | 10 | +1 |
| Universidad de Chile | 9  | 6 | 3 | 0 | 3 | 7  | 9  | -2 |
| Deportivo Lara       | 4  | 6 | 1 | 1 | 4 | 8  | 16 | -8 |

#### Prima giornata
| Arbitro: | Omar Ponce |

|                 |           |  |
| Ubilla 33’, 75’ | Marcatori |  |

| Arbitro: | Leandro Pedro Vuaden |

|                                    |           |             |
| Scocco 69’ Orzán 75’ Rodríguez 89’ | Marcatori | 87’ Bareiro |

#### Seconda giornata
| Arbitro: | Martín Emilio Vázquez |

|                                  |           |  |
| Salgueiro 1’ Ortiz 8’ Candia 47’ | Marcatori |  |

| Arbitro: | Ricardo Marques Ribeiro |

|                        |           |               |
| Gómez 5’ Fernández 49’ | Marcatori | 90+1’ Cáceres |

#### Terza giornata
| Arbitro: | Sandro Ricci |

|                  |           |                             |
| Bareiro 32’, 48’ | Marcatori | 71’ Fernández 86’ Torrealba |

| Arbitro: | Paulo César de Oliveira |

|              |           |                               |
| Scocco 45+2’ | Marcatori | 4’ Marino 17’ (rig.) Aránguiz |

#### Quarta giornata
| Arbitro: | Wilmar Roldán |

|  |           |                         |
|  | Marcatori | 19’ Rodríguez 84’ Tonso |

| Arbitro: | Roberto García |

|              |           |                                                    |
| Mosquera 53’ | Marcatori | 8’ Bareiro 25’ Miranda 42’, 47’ Pittoni 80’ Aranda |

#### Quinta giornata
| Arbitro: | Roberto Silvera |

|  |           |           |
|  | Marcatori | 50’ Ortiz |

| Arbitro: | Raúl Orosco |

|                          |           |                 |
| Pérez 4’ Scocco 43’, 89’ | Marcatori | 79’ Pérez Greco |

#### Sesta giornata
| Arbitro: | Diego Lara |

|                             |           |                                   |
| Torrealba 45+2’ Valoyes 85’ | Marcatori | 45+1’ Civelli 47’ Díaz 79’ Cortés |

| Arbitro: | Hernando Buitrago |

|                                             |           |           |
| Salgueiro 32’ (rig.), 75’ Ferreyra 55’, 78’ | Marcatori | 47’ Casco |

### Gruppo 8
| Squadra    | Pt | G | V | N | P | GF | GS | DR |
| ---------- | -- | - | - | - | - | -- | -- | -- |
| Fluminense | 11 | 6 | 3 | 2 | 1 | 5  | 5  | 0  |
| Grêmio     | 8  | 6 | 2 | 2 | 2 | 10 | 6  | +4 |
| Huachipato | 7  | 6 | 2 | 2 | 2 | 10 | 8  | +2 |
| Caracas    | 6  | 6 | 2 | 0 | 4 | 6  | 12 | -6 |

#### Prima giornata
| Arbitro: | José Buitrago |

|  |           |          |
|  | Marcatori | 31’ Fred |

| Arbitro: | Diego Abal |

|            |           |                              |
| Barcos 54’ | Marcatori | 16’ Falcone 50’ B. Rodríguez |

#### Seconda giornata
| Arbitro: | Raúl Orosco |

|            |           |                          |
| Aceval 64’ | Marcatori | 13’ Curé 45+2’, 54’ Peña |

| Arbitro: | Paulo César de Oliveira |

|  |           |                                                     |
|  | Marcatori | 33’ (aut.) Bruno Vieira 55’ André Santos 69’ Vargas |

#### Terza giornata
| Arbitro: | Saúl Laverni |

|                 |           |                               |
| Rodríguez 45+1’ | Marcatori | 67’ Wellington Nem 76’ Wagner |

| Arbitro: | Antonio Arias |

|                                           |           |             |
| Barcos 17’ Werley 39’ Zé Roberto 52’, 72’ | Marcatori | 60’ Sánchez |

#### Quarta giornata
| Arbitro: | Germán Delfino |

|                 |           |           |
| Fred 31’ (rig.) | Marcatori | 71’ Núñez |

| Arbitro: | Oscar Maldonado |

|                       |           |           |
| Peña 45+2’ Farías 67’ | Marcatori | 17’ Elano |

#### Quinta giornata
| Arbitro: | Henry Gambetta |

|  |           |                                    |
|  | Marcatori | 8’, 36’, 63’ Rodríguez 87’ Falcone |

| Porto Alegre 10 aprile 2013, ore 22:00 UTC-3 | Grêmio          | 0 – 0 referto | Fluminense | Arena do Grêmio\| Arbitro: \| Ricardo Marques \| |
| Arbitro:                                     | Ricardo Marques |               |            |                                                  |

#### Sesta giornata
| Arbitro: | Martín Emilio Vázquez |

|            |           |                |
| Aceval 89’ | Marcatori | 34’ Zé Roberto |

| Arbitro: | Néstor Pitana |

|                  |           |  |
| Rafael Sóbis 54’ | Marcatori |  |